# Kurtis Roberts
Kurtis Roberts (Turlock, 17 novembre 1978) è un pilota motociclistico statunitense.
Facente parte di una famiglia di motociclisti, il padre è il pluricampione mondiale Kenny Roberts ed il fratello è l'altrettanto titolato Kenny Roberts Junior.

## Carriera
Per quanto riguarda le competizioni del motomondiale ha fatto il suo esordio nella stagione 1997, disputando la classe 250 in sella a Aprilia e Honda. In un totale di 11 presenze nei gran premi non ha però ottenuto alcun piazzamento in grado di fargli conseguire punti validi per la classifica iridata.
Si è ripresentato al via di un gran premio nel motomondiale 2001, gareggiando come wildcard nel GP della Malesia della classe 500 con la Proton KR3 del team di proprietà del padre, il Proton Team KR, senza però portare a termine la gara.
Nel 2004 gareggia con una Proton KR5 sempre nel team gestito dal padre ma, in tutta la stagione riesce ad ottenere un solo risultato valido per le classifiche e termina l'anno con solamente un punto in classifica.
Le sue ultime presenze nel campionato mondiale risalgono al 2007 quando ha disputato le gare a bordo di una KR212V gestita sempre dal team del padre ed ottenendo 10 punti durante la stagione.
Nel 2006 partecipa al campionato mondiale Superbike con una Ducati 999 RS del Team Pedercini come pilota sostitutivo. Nelle cinque prove in cui gareggia (10 gare) si ritira in 9 occasioni, vedendo il traguardo solo in gara 1 (19º posto) al gran premio di Germania al Lausitz, non ottiene punti per la classifica mondiale. Nello stesso anno è iscritto al campionato mondiale Supersport come pilota sostitutivo solo al gran premio di San Marino a Misano Adriatico con una Suzuki GSX 600R del team Hoegee Suzuki Racing, ma non prende parte all'evento.
Sicuramente di maggior valore è stata invece la sua carriera nel mondo delle competizioni statunitensi dove ha ottenuto tre titoli nazionali, nel 1999 vince nella classe Formula Xtreme e nel 2000 si conferma nella Formula Xtreme e vince nella Supersport.

## Risultati in gara

### Motomondiale
| 1997 | Classe | Moto            |     |     |     |     |    |    |  |  |    |    |    |    |    |    |    |  |  |  | Punti | Pos. |
| ---- | ------ | --------------- | --- | --- | --- | --- | -- | -- |  |  | -- | -- | -- | -- | -- | -- | -- |  |  |  | ----- | ---- |
| 1997 | 250    | Aprilia e Honda | Rit | Rit | Rit | Rit | 18 | NP |  |  | 22 | 18 | 18 | 18 | 19 | NP | NP |  |  |  | 0     |      |

| 2001 | Classe | Moto      |  |  |  |  |  |  |  |  |  |  |  |  |  |  |     |  |  |  | Punti | Pos. |
| ---- | ------ | --------- |  |  |  |  |  |  |  |  |  |  |  |  |  |  | --- |  |  |  | ----- | ---- |
| 2001 | 500    | Proton KR |  |  |  |  |  |  |  |  |  |  |  |  |  |  | Rit |  |  |  | 0     |      |

| 2004 | Classe | Moto      |    |     |    |     |     |     |    |     |     |    |  |  |  |  |  |    |  |  | Punti | Pos. |
| ---- | ------ | --------- | -- | --- | -- | --- | --- | --- | -- | --- | --- | -- |  |  |  |  |  | -- |  |  | ----- | ---- |
| 2004 | MotoGP | Proton KR | NQ | Rit | 15 | Rit | Rit | Rit | 19 | Rit | Rit | NP |  |  |  |  |  | NP |  |  | 1     | 28º  |

| 2005 | Classe | Moto      |  |  |  |  |  |  |  |  |  |  |  |  |  |  |  |  |     |  | Punti | Pos. |
| ---- | ------ | --------- |  |  |  |  |  |  |  |  |  |  |  |  |  |  |  |  | --- |  | ----- | ---- |
| 2005 | MotoGP | Proton KR |  |  |  |  |  |  |  |  |  |  |  |  |  |  |  |  | Rit |  | 0     |      |

| 2007 | Classe | Moto   |  |  |  |  |  |     |    |    |    |    |     |    |    |     |     |    |    |     | Punti | Pos. |
| ---- | ------ | ------ |  |  |  |  |  | --- | -- | -- | -- | -- | --- | -- | -- | --- | --- | -- | -- | --- | ----- | ---- |
| 2007 | MotoGP | KR212V |  |  |  |  |  | Rit | 18 | 13 | 15 | 12 | Rit | 15 | 15 | Rit | Rit | 17 | 20 | Rit | 10    | 19º  |

| Legenda | 1º posto        | 2º posto            | 3º posto            | A punti      | Senza punti        | Grassetto – Pole position Corsivo – Giro più veloce |
| Legenda | Gara non valida | Non qual./Non part. | Ritirato/Non class. | Squalificato | '-' Dato non disp. | Grassetto – Pole position Corsivo – Giro più veloce |

### Campionato mondiale Superbike
| 2006 | Moto   |  |  |  |  |  |  |  |  |  |  |  |  |  |  |     |     |     |     |    |     |     |     |     |     |  |  | Punti | Pos. |
| ---- | ------ |  |  |  |  |  |  |  |  |  |  |  |  |  |  | --- | --- | --- | --- | -- | --- | --- | --- | --- | --- |  |  | ----- | ---- |
| 2006 | Ducati |  |  |  |  |  |  |  |  |  |  |  |  |  |  | Rit | Rit | Rit | Rit | 19 | Rit | Rit | Rit | Rit | Rit |  |  | 0     |      |

| Legenda | 1º posto        | 2º posto            | 3º posto           | A punti      | Senza punti        | Grassetto – Pole position Corsivo – Giro più veloce |
| Legenda | Gara non valida | Non qual./Non part. | Ritirato/Non class | Squalificato | '-' Dato non disp. | Grassetto – Pole position Corsivo – Giro più veloce |